# Поперечнянська загальноосвітня школа (Дніпропетровська область)
Поперечнянська загальноосвітня школа І-ІІ ступенів — колишній російськомовний середній навчальний заклад І-ІІ ступенів у селі Поперечне, Павлоградського району Дніпропетровської області.

## Загальні дані
Поперечнянська загальноосвітня школа І-ІІ ступенів була розташована за адресою: вул. Гагаріна, 3, село Поперечне (Павлоградський район) — 51460, Україна.
Директор закладу був — Лавриненко Віктор Михайлович.
Мова викладання — російська.
Школа брала участь в регіональних та міжнародних освітніх програмах: Модернізація сільської освіти Дніпропетровщини..
Освітній заклад розрахований на 200 учнів. В школі 5 навчальних кабінетів.
У 2011 році серед чотирьох сіл Поперечнянської сільської ради виявилася лише одна дитина, яка сяде за парту вперше. Для єдиного першачка у школі розробили окрему освітню програму. Кожен урок триватиме лише по 15 хвилин. Педагог планує проводити щодня по два-три заняття.
Районна влада переконує — у найближчі кілька років школи не закриють. А якщо доведеться — дітей возитимуть автобусом до іншої — за 20 кілометрів.
Школу було ліквідовано в 2013 році. Зараз дітей підвозять автобусом в село Вербки.